# Rivière De Thury
Pour les articles homonymes, voir Thury.
La rivière De Thury est un affluent de la rive sud de la rivière Arnaud laquelle coule vers l'est pour se déverser sur le littoral est de la baie d'Ungava. La rivière De Thury coule vers le nord-est dans le territoire non organisé de Rivière-Koksoak faisant partie de l'administration régionale Kativik, dans la région administrative du Nord-du-Québec, au Québec, au Canada.

## Géographie
Les bassins versants voisins de la rivière De Thury sont :
- côté nord : rivière Arnaud ;
- côté est : baie d'Ungava, rivière Brochant ;
- côté sud : rivière Brochant ;
- côté ouest : lac Peters.

La rivière De Thury tire sa source du lac Aqutik.
À partir de ce lac de tête, cette rivière parcourt environ 90 km vers le nord-est avant de se déverser sur la rive sud de la rivière Arnaud qui coule vers l'est jusqu'au littoral occidental de la baie d'Ungava.
À son embouchure, la rivière De Thury se déverse au fond de la baie de Thury (profondeur : 0,45 km), sur la rive sud de la rivière Arnaud, presque à l'entrée (côté ouest) du bassin Payne, à 16,3 km au sud-ouest du village nordique de Kangirsuk.
L'embouchure de la rivière De Thury est située en face de l'embouchure de la rivière Buet, à 14,4 km à l'ouest de l'anse Kanik, à 45,6 km en aval de l'embouchure de la rivière Vachon, à 27,4 km à l'ouest de l'embouchure de la rivière Arnaud laquelle se déverse dans la baie Payne, sur le littoral ouest de la baie d'Ungava.

## Toponymie
L'appellation de cette rivière a été officialisée en 1955. Le toponyme rivière De Thury évoque l'œuvre de vie de Louis-Pierre Thury, né vers 1644 en Normandie (France). Il émigra au Canada vers 1675. En 1677, monseigneur François de Laval l'ordonna prêtre des Missions Étrangères. Il entreprend son sacerdoce en faisant du ministère paroissial. Il est assigné à la procure du Séminaire de Québec jusqu'à son expédition d'observation sur le littoral acadien, de Percé jusqu'à Port-Royal (1684 à 1687).
De 1687 à 1695, Thury est assigné comme missionnaire en Acadie, notamment à Pentagouet ; ses relations avec les autochtones contribuèrent à maintenir les Abénaquis sous l'influence du régime français en Amérique. En 1699, Thury décède à Chibouctou (Nouvelle-Écosse), soit seulement un an après avoir été assigné comme vicaire général de l'évêque de Québec et supérieur des missions acadiennes. Il décéda sans avoir pu achevé son projet de regrouper les Micmacs dans un vaste établissement, entre Shubenacadie et Chibouctou,.
Cette rivière comporte aussi cette appellation en inuktitut : "Akulujjuup Kuunga".
Le toponyme rivière De Thury a été officialisé le 5 décembre 1968 par la Commission de toponymie du Québec.